# قمبود جبلي
قمبود جبلي (الاسم العلمي: Campodea montis) هو نوع من الحيوانات يتبع جنس القمبود من فصيلة القمابيد.